# Sharon Stone
Sharon Stone (Meadville, Pennsilvània, Estats Units, 10 de març de 1958) és una actriu, model, i productora estatunidenca. És coneguda principalment pels seus treballs a Desafiament total (1990) amb Arnold Schwarzenegger, Instint bàsic (1992) i Casino de Martin Scorsese (1995). Va ser nomenada Oficial de l'Ordre de les Arts i les Lletres a França el 2005 (comandant el 2021).

## Inicis
Va néixer el 10 de març de 1958 a Meadville (Pennsilvània). Els seus primers passos professionals els va fer en el món de la publicitat, posant com a model. Va aparèixer a anuncis de televisió de Burger King, Clairol i Maybelline.
El seu debut en el cinema va ser amb un petit paper en la pel·lícula Records (Stardust Memories) del prestigiós cineasta novaiorquès Woody Allen el 1980.
Durant gran part de la dècada dels anys vuitanta va actuar en moltes pel·lícules de sèrie B, encara que va poder destacar en la francesa Les uns et les autres el 1981 i en dues d'aventures, Les mines del Rei Salomó (1985) i Allan Quatermain a la ciutat perduda d'or (Allan Quatermain and the Lost City of Gold) (1987), ambdues amb el gran actor Richard Chamberlain.
El 1989 el director espanyol Javier Elorrieta va comptar amb ella per a la pel·lícula Sangre y arena, basada en la novel·la homònima de l'escriptor Vicente Blasco Ibáñez, participant al costat del reconegut actor José Luis Gómez. Aquesta pel·lícula va suposar la primera i única incursió de Sharon Stone al cinema espanyol.
La seva aparició a Desafiament total (Total Recall) el 1990 amb Arnold Schwarzenegger va llançar la seva carrera cap a una altra perspectiva més àmplia i va començar a ser bastant coneguda en el panorama cinematogràfic dels Estats Units, ja que va saber adaptar-se a tota mena de gèneres i registres interpretatius. Als trenta-dos anys va posar nua a la revista Playboy , apareixent a la portada del número de juliol de 1990, i des de sempre va saber treure rendiment al seu innegable atractiu físic.

## Carrera meteòrica
Ja des de feia un temps, Sharon Stone es va especialitzar en la interpretació de personatges de seductora més o menys ingènua o perversa, però el paper que més notorietat li va donar va ser el realitzat a Instint bàsic (Basic Instinct) de Paul Verhoeven el 1992. Un personatge ple de sexualitat i matisos que la va convertir en una de les dones més desitjades de Hollywood, a més de permetre-li ocupar un lloc més que privilegiat en el cinema mundial. Algunes actrius molt cèlebres d'aquella època com Geena Davis, Michelle Pfeiffer, Meg Ryan, Melanie Griffith, Kelly Lynch i Julia Roberts havien rebutjat el paper a causa de la nuesa requerida. Tota una sex symbol, Sharon Stone per aquest paper va ser nominada a un Globus d'Or, ja que a més de desprendre sensualitat al llarg de tot el llargmetratge va dur a terme una notable interpretació del personatge de Catherine Tramell (al qual sens dubte li deu gran part del seu èxit posterior), una dona estranya i obsessiva que desperta interès davant d'un policia que investiga un assassinat (interpretat per Michael Douglas). La famosa escena del creuament de cames durant l'interrogatori a la comissaria va passar des del primer moment a la història del cinema més recent.
Aquell mateix any, People la va triar com una de les cinquanta persones més belles del món.
Després d'aquest èxit van seguir diversos films comercials amb tints sexuals com L'especialista al costat de Sylvester Stallone, cinta que va causar polèmica per les atrevides escenes sexuals amb Stallone. Per la intensitat de les escenes la premsa va relacionar sentimentalment els seus protagonistes, cosa que ella va negar.
El novembre de 1995, Stone va rebre una estrella al Passeig de la Fama de Hollywood, ubicat al núm. 6925 de Hollywood Blvd. Aquell mateix any, la revista Empire la va triar com una de les cent estrelles més sexy de la història del cinema. L'octubre de 1997, va ser classificada entre les cent estrelles de cinema de tots els temps per Empire.

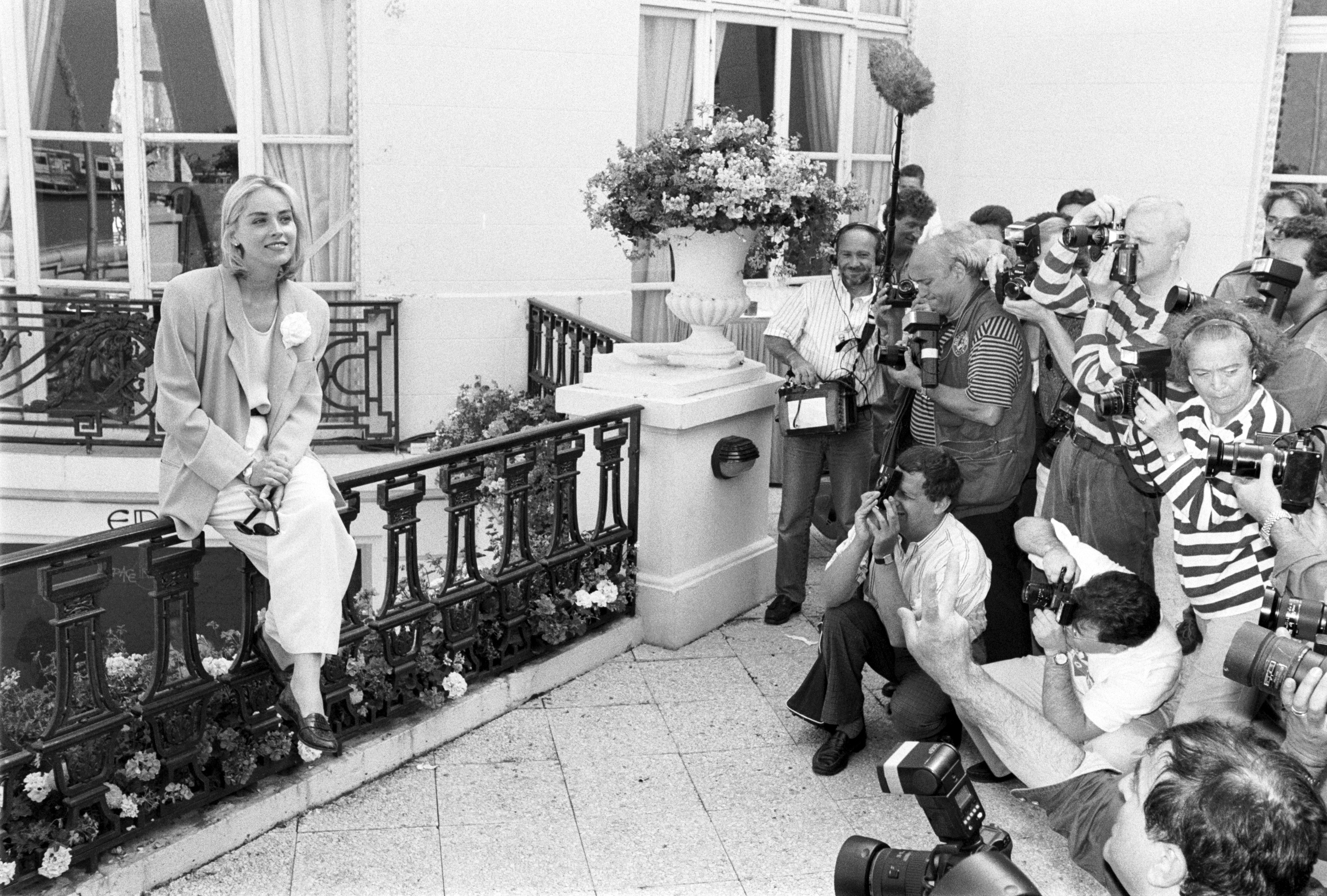
Sharon Stone el 1991

El 1996 va rebre la nominació al premi Oscar de l'acadèmia de Hollywood com a millor actriu pel seu segon important paper de Ginger en la pel·lícula Casino, del prestigiós cineasta Martin Scorsese el 1995 i per la qual va ser guardonada amb el Globus d'Or a la millor actriu. A la pel·lícula va compartir cartell ni més ni menys que amb Robert De Niro. A més de per aquesta pel·lícula i per Instint Bàsic, Sharon també ha estat nominada al Globus d'Or com a millor actriu protagonista i de repartiment per altres pel·lícules com La musa (The muse) o Un món a la seva mida (The Mighty). Tanmateix, en els últims anys la seva activitat en el cinema ha declinat, tocant fons (segons els crítics) amb la innecessària seqüela Basic Instinct 2, que ella mateixa va impulsar.
Tot i alguns fracassos, Sharon Stone ha mantingut la seva popularitat gràcies a calculades aparicions a Catwoman, Bobby i Broken Flowers, la seva participació en campanyes publicitàries de cosmètics i el seu suport a causes benèfiques.
Casada tres vegades, el 2003 va posar un plet per divorci al seu tercer marit Phil Bronstein, editor del San Francisco Chronicle. Malgrat la seva fama i prestigi, Sharon Stone manté amb força discreció (tant com pot) la seva vida personal. Darrerament han estat públiques les festes i les gales solidàries que organitza a Hollywood amb companys seus com George Clooney i també ha seguit participant en anuncis publicitaris.
Amb un altíssim coeficient intel·lectual, Stone és membre de Mensa International.

## Vida personal
Stone es va convertir al budisme quan Richard Gere la va presentar al Dalai Lama. Ella ha dit que creu en Déu. El 29 de setembre de 2001, Stone va ser hospitalitzada per una hemorràgia subaracnoidal, que es va diagnosticar com una dissecció de l'artèria vertebral en lloc de l'aneurisma trencat més comú, i es va tractar amb una embolització endovascular. Ha afirmat que mentre estava malalta la gent es va aprofitar d'ella i li va robar 18 milions de dòlars.
El 1984, va conèixer el productor de televisió Michael Greenburg al plató de The Vegas Strip War, una pel·lícula de televisió que ell va produir i ella va protagonitzar. Es van casar el mateix any. El 1986, Greenburg va ser el seu productor executiu a Allan Quatermain a la ciutat perduda d'or. La parella es va separar tres anys més tard, i el seu divorci es va concretar el 1990.

Stone i el còmic Garry Shandling eren estudiants del professor d'actuació Roy London i van sortir breument. Va aparèixer al seu programa The Larry Sanders Show a l'episodi The Mr. Sharon Stone Show. Van romandre amics propers fins a la mort de Shandling el 2016. En el documental Special Thanks to Roy London, les entrevistes amb Stone i Shandling posen en qüestió la seva relació.

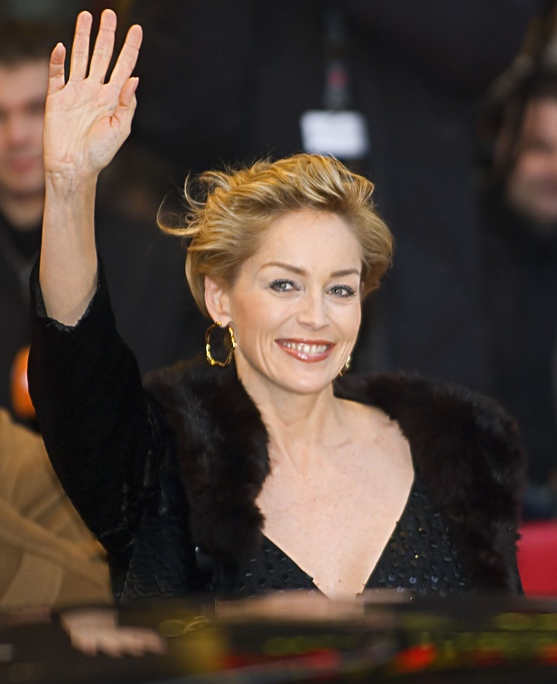
Stone al Festival Internacional de Cinema de Berlín 2007

El 1993, Stone va conèixer William J. MacDonald al plató de la pel·lícula Assetjada, que va coproduir. MacDonald va deixar la seva dona Naomi Baka per Stone i es va comprometre amb ella. Es van separar un any més tard, el 1994. Després de separar-se, Stone va retornar l'anell de compromís a través de FedEx. Mentre treballava a la pel·lícula Ràpida i mortal el 1994, Stone va conèixer Bob Wagner, un primer ajudant de direcció, i es van comprometre.
El 14 de febrer de 1998, Stone es va casar amb Phil Bronstein, editor executiu de The San Francisco Examiner i més tard de San Francisco Chronicle. Stone va patir diversos avortaments involuntaris a causa d'una malaltia autoimmune i endometriosi i no va poder tenir fills biològics. Van adoptar un fill, Roan Joseph Bronstein, l'any 2000. Bronstein va sol·licitar el divorci el 2003, citant diferències irreconciliables. El divorci es va convertir en definitiu el 2004, amb un jutge que va decidir que Roan romandria principalment amb Bronstein i Stone tindria drets de visita.
Stone va adoptar el seu segon fill, Laird Vonne, el 2005 i el seu tercer fill, Quinn Kelly Stone, el 2006. A partir del 2018, Stone resideix amb els seus tres fills a West Hollywood, Califòrnia, en una casa que abans era propietat de l'actor Montgomery Clift.

### Activisme
El març de 2006, Stone va viatjar a Israel per promoure la pau a l'Orient Mitjà a través d'una conferència de premsa amb el guanyador del Premi Nobel de la Pau Ximon Peres. El 2013 es va referir a Peres com el seu mentor. El 23 d'octubre de 2013, Stone va rebre el Peace Summit Award pel seu treball per a les persones amb VIH/SIDA.
El 2015, Stone va ser convidada d'honor al premi Pilosio Building Peace a Milà. Va començar una subhasta improvisada a l'escenari davant d'una multitud de consellers delegats de la indústria de la construcció i altres dignataris. Va obtenir prou promeses per construir 28 escoles a l'Àfrica.
El desembre de 2024, Sharon Stone va ser inclosa a la llista de les 100 dones de la BBC.

## Polèmica
El maig de 2008, la Xina prohibeix les pel·lícules de l'actriu pels seus comentaris sobre el Tibet. L'actriu va comentar:  «El terratrèmol que ha devastat la província de Sichuan i que ha matat almenys 68.000 xinesos va ser una catastrofe que els sobrevingué pel mal karma que havia generat la seva actitud envers el poble tibetà». 

## Filmografia

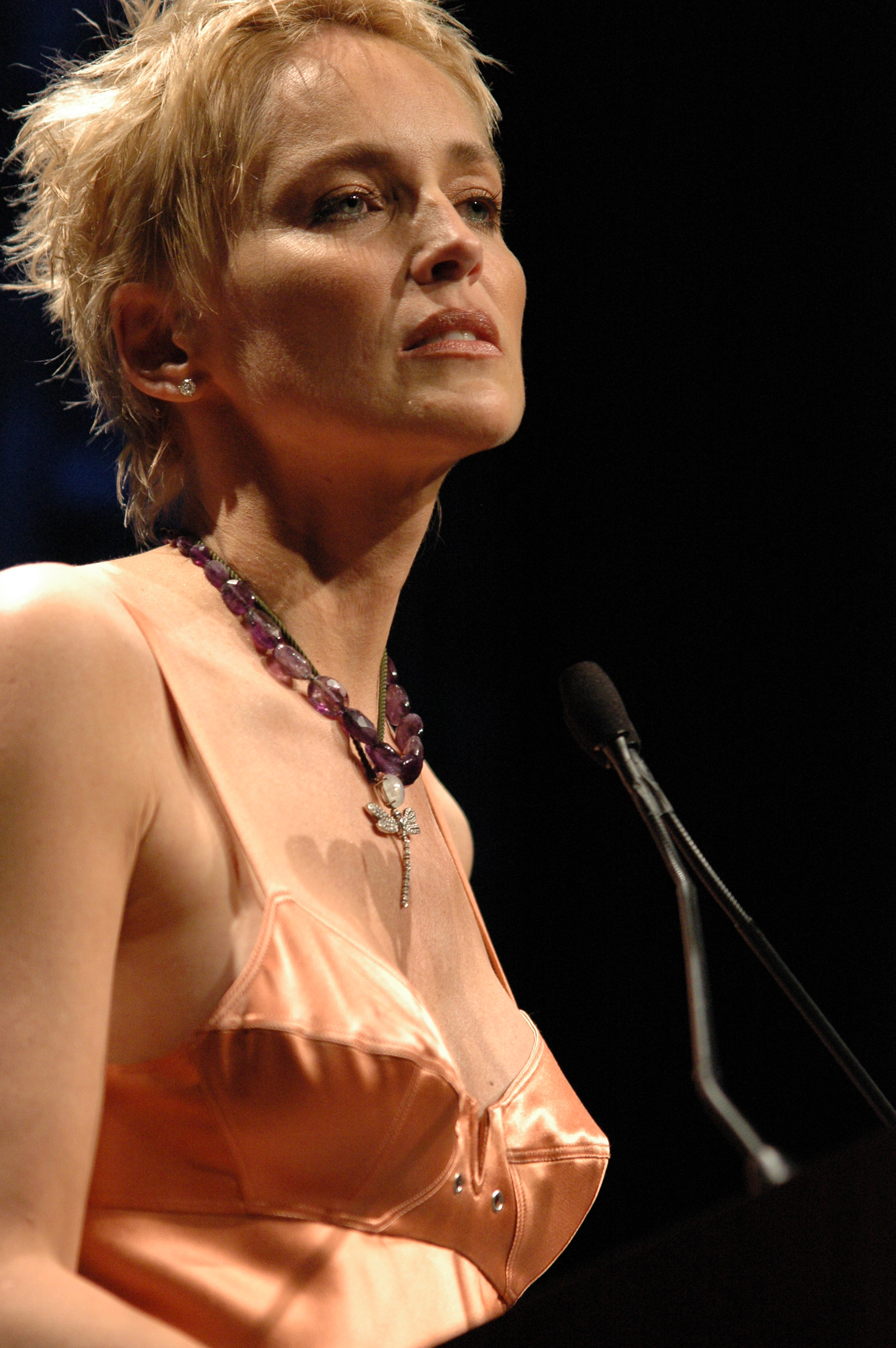
Sharon Stone el 2004

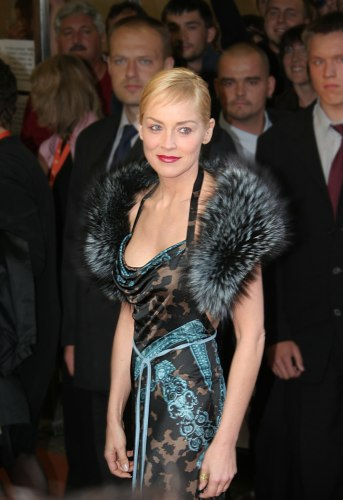
Sharon Stone al Festival Internacional de Cinema de Karlovy Vary el 2005

- Records (Stardust Memories) (1980)
- Deadly Blessing (1981)
- Irreconcilable Differences (1984)
- Les mines del rei Salomó (King Solomon's Mines) (1985)
- Allan Quatermain a la ciutat perduda d'or (Allan Quatermain and the Lost City of Gold) (1987)
- Acer mortal (Cold Steel) (1987)
- Boja acadèmia de policia 4 (Police Academy 4: Citizens on Patrol) (1987)
- Acció Jackson (Action Jackson)  (1988)
- Per sobre de la llei (Above the Law) (també coneguda com a Nico) (1988)
- Beyond the Stars (1989) (també coneguda com a Personal Choice) (1989)
- Sangre y arena (1989)
- Desafiament total (Total Recall) (1990)
- Scissors (1991)
- Diary of a Hitman (1991)
- He Said, She Said (1991)
- La llei de les armes (Year of the Gun) (1991)
- Where Sleeping Dogs Lie (1992)
- Instint bàsic (1992)
- Assetjada (Sliver) (1993)
- Entre dues dones (Intersection) (1994)
- L'especialista (The Specialist) (1994)
- Casino (1995)
- Ràpida i mortal (The Quick and the Dead) (1995)
- Last Dance (1996)
- Diabolique (1996)
- Un món a la seva mida (The Mighty) (1998)
- Simpatico (1999)
- La musa (The muse) (1999)
- Gloria (1999)
- Esfera (Sphere) (1998)
- Si les parets parlessin 2 (2000)
- Trossets picants (Picking Up the Pieces) (2000)
- El príncep Joe (Beautiful Joe) (2000)
- Cold Creek Manor (2003)
- Tercera identitat (A Different Loyalty) (2004)
- Catwoman (2004)
- Flors trencades (Broken Flowers) (2005)
- Alpha Dog (2006)
- Bobby (2006)
- Basic Instinct 2 (2006)
- Democrazy (2007)
- Retrats de solitud (When A Man Falls In The Forest) (2007)
- If I Had Known I Was A Genius (2007)
- $5 a Day (2008)
- The Year of Getting to Know Us (2008)
- Streets of Blood (2009)
- Largo Winch II (2011)
- Lovelace (2012)
- Border Run (2012)
- Gods Behaving Badly (2013)
- Aprenent de gigoló (Fading Gigolo) (2013)
- Love in Vegas (2014)
- A Golden Boy (2014)
- Life on the Line (2015)
- Savva, el cor del guerrer (Savva. Serdtse voina) Rússia (veu) (2015)
- Mothers and Daughters (2016)
- Running Wild (2017)|
- The Disaster Artist (2017)
- What About Love (2017)
- A Little Something for Your Birthday (2017)
- The Laundromat (2019), com a Hannah

## Premis i nominacions
Oscar
| Any  | Categoria     | Pel·lícula | Resultat |
| ---- | ------------- | ---------- | -------- |
| 1995 | Millor actriu | Casino     | Nominada |

Globus d'Or
| Any  | Categoria                      | Pel·lícula            | Resultat   |
| ---- | ------------------------------ | --------------------- | ---------- |
| 2000 | Millor actriu musical o còmica | La musa               | Nominada   |
| 1999 | Millor actriu secundària       | Un món a la seva mida | Nominada   |
| 1996 | Millor actriu dramàtica        | Casino                | Guanyadora |
| 1993 | Millor actriu dramàtica        | Instint bàsic         | Nominada   |

Premis Saturn
| Any  | Categoria     | Pel·lícula      | Resultat |
| ---- | ------------- | --------------- | -------- |
| 1996 | Millor actriu | Ràpida i mortal | Nominada |
| 1993 | Millor actriu | Instint bàsic   | Nominada |

Premis Emmy
| Any  | Categoria                                  | Pel·lícula   | Resultat   |
| ---- | ------------------------------------------ | ------------ | ---------- |
| 2004 | Millor actriu convidada en sèrie dramàtica | The Practice | Guanyadora |

Premis Golden Apple
| Any  | Categoria                  | Resultat |
| ---- | -------------------------- | -------- |
| 1996 | Estrella femenina de l'any | Nominada |

Premis Hollywood Film Festival Award
| Any  | Categoria                                        | Pel·lícula | Resultat   |
| ---- | ------------------------------------------------ | ---------- | ---------- |
| 2006 | Millors grup d'actors de l'any (premi compartit) | Bobby      | Guanyadora |

Premis del Karlovy Vary International Film Festival
| Any  | Categoria                                           | Resultat   |
| ---- | --------------------------------------------------- | ---------- |
| 2005 | Premi especial per la contribució al món del cinema | Guanyadora |

Premis MTV Movie Awards
| Any  | Categoria                                   | Pel·lícula     | Resultat   |
| ---- | ------------------------------------------- | -------------- | ---------- |
| 1996 | Millor interpretació femenina               | Casino         | Nominada   |
| 1995 | Actriu femenina més desitjada               | L'especialista | Nominada   |
| 1994 | Actriu femenina més desitjada               | Assetjada      | Nominada   |
| 1993 | Millor interpretació femenina               | Instint bàsic  | Guanyadora |
| 1993 | Actriu femenina més desitjada               | Instint bàsic  | Guanyadora |
| 1993 | Millor duet interpretatiu (premi compartit) | Instint bàsic  | Nominada   |

Premis Razzie
| Any  | Categoria                                                              | Pel·lícula                                | Resultat   |
| ---- | ---------------------------------------------------------------------- | ----------------------------------------- | ---------- |
| 2007 | Pitjor actriu                                                          | Basic Instinct 2                          | Guanyadora |
| 2005 | Pitjor parella interpretativa (premi compartit)                        | Catwoman                                  | Nominada   |
| 2005 | Pitjor actriu de repartiment                                           | Catwoman                                  | Nominada   |
| 2000 | Pitjor actriu                                                          | Gloria                                    | Nominada   |
| 1997 | Pitjor nova estrella                                                   | Diabolique Last Dance                     | Nominada   |
| 1995 | Pitjor actriu                                                          | Entre dues dones L'especialista           | Guanyadora |
| 1995 | Pitjor parella interpretativa (premi compartit amb Sylvester Stallone) | L'especialista                            | Guanyadora |
| 1994 | Pitjor actriu                                                          | Assetjada                                 | Nominada   |
| 1988 | Pitjor actriu                                                          | Allan Quatermain a la ciutat perduda d'or | Nominada   |

Premis Golden Raspberry
| Any  | Categoria                           | Pel·lícula                      | Resultat   |
| ---- | ----------------------------------- | ------------------------------- | ---------- |
| 1994 | Golden Raspberry a la pitjor actriu | Entre dues dones L'especialista | Guanyadora |
| 2006 | Golden Raspberry a la pitjor actriu | Basic Instinct 2                | Guanyadora |

Premis Screen Actors Guild Awards
| Any  | Categoria                                                           | Pel·lícula | Resultat |
| ---- | ------------------------------------------------------------------- | ---------- | -------- |
| 2007 | Millor interpretació global de tot un repartiment (premi compartit) | Bobby      | Nominada |

Premis Women in Film Crystal Awards
| Any  | Categoria     | Resultat   |
| ---- | ------------- | ---------- |
| 1995 | Premi Crystal | Guanyadora |

Premis Women in Film Lucy Awards
| Any  | Categoria                    | Resultat   |
| ---- | ---------------------------- | ---------- |
| 2000 | Premi Lucy (Premi compartit) | Guanyadora |

### Altres reconeixements
El desembre de 2024, la BBC va incloure-la en la seva llista 100 Women, que reconeix a les dones més inspiradores i influents de l'any a nivell mundial.